# محمد مهدی‌نژاد نوری
محمد مهدی‌نژاد نوری (زادهٔ ۱۳۳۹ آمل) سرتیپ سپاه پاسداران انقلاب اسلامی است، که هم‌اکنون به‌عنوان معاون علوم، تحقیقات و فناوری ستاد کل نیروهای مسلح فعالیت می‌کند. وی عضو هیئت علمی دانشگاه صنعتی مالک اشتر و نیز مدرس دانشگاه و پژوهشگاه عالی دفاع ملی و تحقیقات راهبردی می‌باشد.وی دارای مدرک مهندسی برق از دانشگاه هوکایدو ژاپن است.
مهدی‌نژاد نوری از ۱۳۸۴ تا ۱۳۸۸ رئیس دانشگاه صنعتی مالک اشتر و با حفظ سمت، از سال ۱۳۸۶ رئیس مؤسسه آموزشی و تحقیقاتی صنایع دفاعی بود و در فاصله سال‌های ۱۳۸۸ تا ۱۳۹۲ به‌عنوان معاون پژوهش و فناوری وزیر علوم، تحقیقات و فناوری فعالیت می‌کرد. پس از برکناری از معاونت وزارت علوم، به‌عنوان مشاور علمی وزیر دفاع و پشتیبانی نیروهای مسلح منصوب شد، از ۱۳۹۷ تا ۱۳۹۹ معاونت علمی و فناوری آستان قدس رضوی را برعهده داشت و از ۱۳۹۹ تاکنون نیز معاون علوم، تحقیقات و فناوری ستاد کل نیروهای مسلح می‌باشد. 